# Коктал (Панфіловський район)
Кокта́л (каз. Көктал) — село у складі Панфіловського району Жетисуської області Казахстану. Адміністративний центр Коктальського сільського округу.
Населення — 10494 особи (2021; 10360 у 2009, 10814 у 1999, 10689 у 1989).

## Відомі особистості
В поселенні народився:
- Омарова Марія Нургалієвна (* 1951) — казахський лікар.